# Vescomtat de Caors
El vescomtat de Cahors (català i occità vescomtat de Caors) o del Carcí fou una jurisdicció feudal tolosana que va existir al segle x. Els comtes de Tolosa van adquirir el comtat de Carcí al segle ix i van nomenar vescomtes a Caors.
El primer que apareix fou Odalric, mort abans del març del 932, casat amb Beltruda i pares de Frotard i Rangarda. El primer fou vescomte de Cahors i esmenta al seu pare en una donació del 932 a un monestir, que diu que fa per la salvació de la seva ànima i la de la seva mare Beletruda, si bé no assenyala expressament que el pare fos vescomte. La documentació sobre el càrrec és molt fragmentària.